# Interjack Station

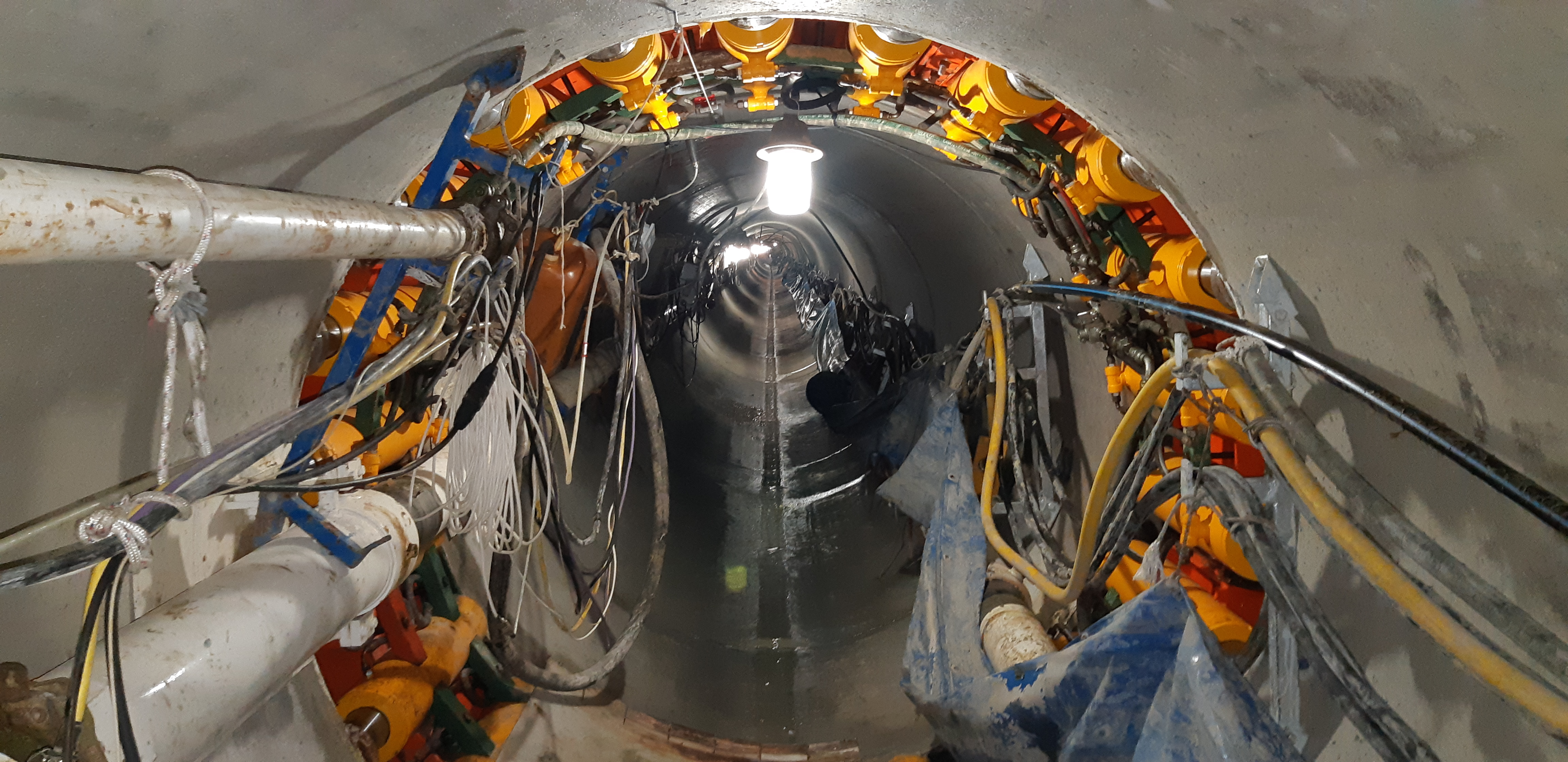
Interjack stations: vista del modulo all’interno del tunnel, con i martinetti di spinta (gialli) e le varie tubazioni e i cavi di servizio

L’interjack station (o stazione di spinta intermedia) è un modulo di spinta che viene installato sulla colonna di rivestimento del Microtunnelling e che, in aggiunta alla stazione di spinta principale esterna, consente di aumentare la potenza di spinta da trasmettere alla TBM scudata tramite la colonna di rivestimento stessa. Se necessario possono essere installati più moduli in funzione delle caratteristiche dell'attraversamento. 

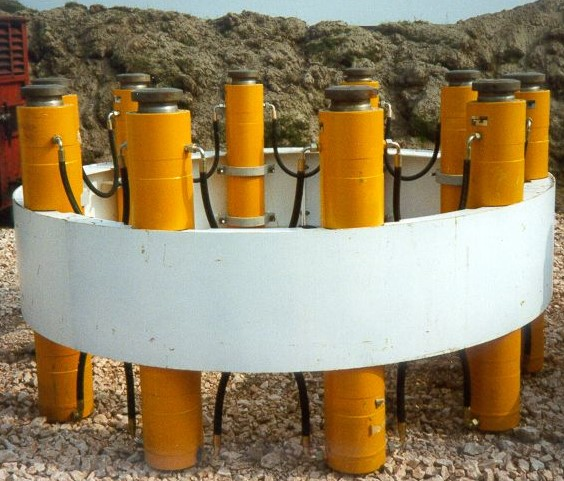
Interjack stations: corona di martinetti idraulici pronta per essere installata

Negli anni ’90, sin dalle prime sperimentazioni per la realizzazione di Microtunnelling (o microtunnel) sempre più lunghi e in formazioni geologiche complesse, è emersa la necessità di avere una maggiore potenza di spinta, soprattutto per recuperare le perdite di spinta dovute all’attrito del rivestimento sulle pareti del foro. 
Le imprese costruttrici delle TBM scudate necessarie per la realizzazione di Microtunnelling hanno studiato e realizzato diverse tipologie di stazioni di spinta intermedie, dapprima poco efficienti ma che, con l’esperienza in campo e il progredire della tecnica sono diventate un tutt’uno con la tecnologia del microtunnelling in quanto ritenute indispensabili.

## Applicazioni
L’interjack stations (o stazione di spinta intermedia) viene utilizzato nella realizzazione di microtunnel (o microtunnelling) in quanto consente di aumentare la potenza complessiva di spinta applicata al rivestimento costituito con conci in c.a. o similari. Ne è previsto l’impiego per diametri interni del microtunnel non inferiori a 1.200 mm in quanto per il suo impiego e, successivo recupero, è necessario poter operare all’interno del tunnel.
Le possibili applicazioni sono quindi fondamentalmente due.

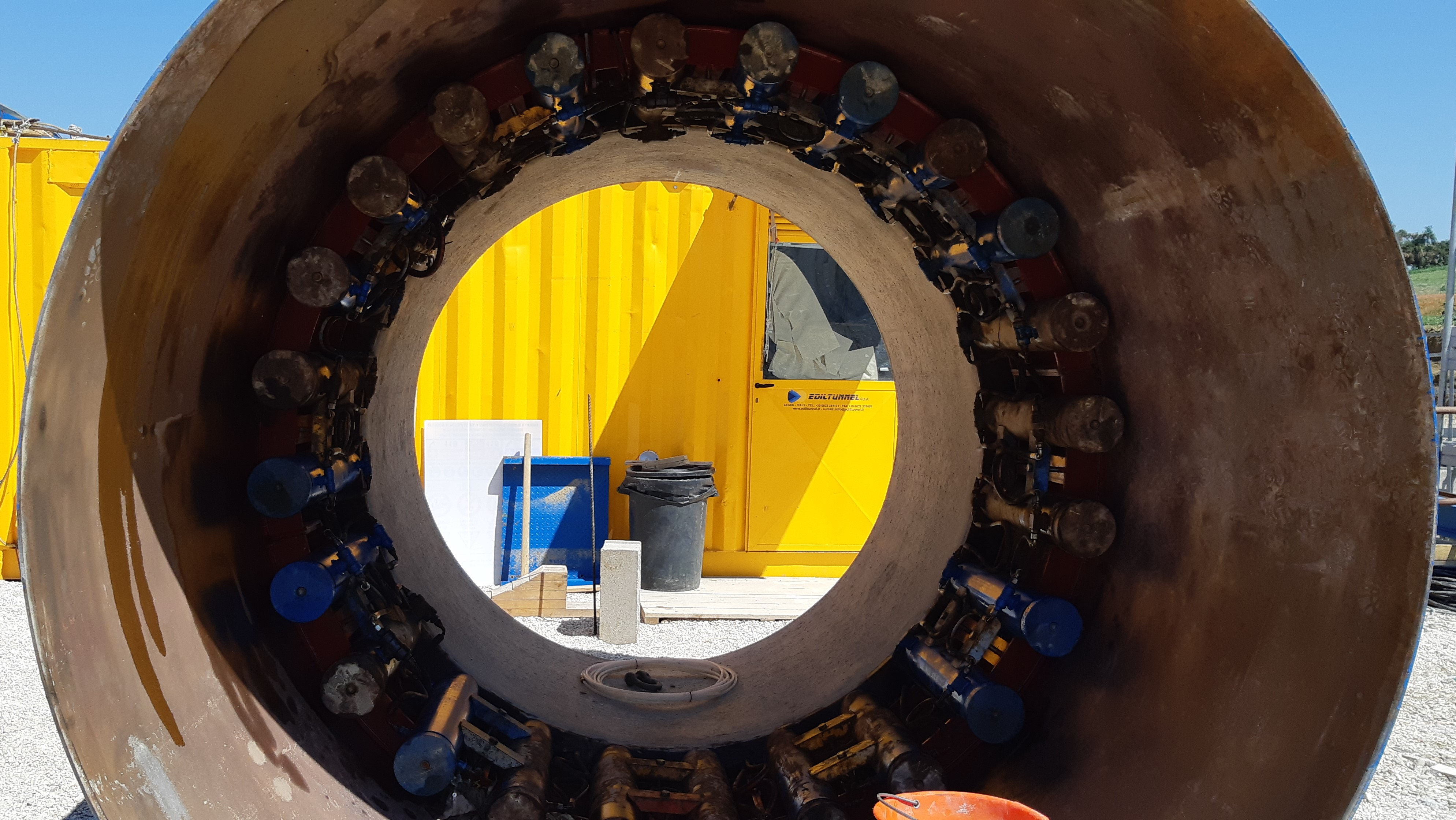
Interjack stations: concio speciale di rivestimento femmina con i martinetti installati

La prima applicazione, la più importante, consiste nel aumentare la spinta complessiva disponibile ma, soprattutto frazionarla sulla colonna di conci da spingere. Di norma si prevede una stazione di spinta intermedia ogni 80-140 m circa di tunnel, mentre la prima delle stazioni di spinta intermedie viene posizionata vicina alla TBM scudata (non oltre i 30 metri dalla coda della TBM stessa). La presenza delle stazioni di spinta intermedie consente di frazionare la spinta sulla colonna di rivestimento in tratti di lunghezza limitata e conseguentemente ridurre la forza di spinta necessaria. Avrò pertanto l’opzione di poter spingere solo il tratto di colonna di rivestimento che precede la stazione di spinta, garantendo una più razionale applicazione delle spinte stesse. Se spingo con la stazione di spinta più avanzata, a 10-30 m dalla TBM, la spinta applicata sarà reale, esente quindi dalle perdite di potenza per attrito (frizione) della colonna di varo sulle pareti dello scavo. Inoltre, se un tratto di colonna di rivestimento fra due successive stazioni di spinta intermedie, presenta un aumento degli attriti e della conseguente spinta, ci si può concentrare su quel tratto con azioni mirate al fine di ridurre le sollecitazioni. 
Nel caso di utilizzo delle stazioni di spinta intermedie, l’avanzamento avviene a lombrico in quanto una sola delle stazioni alla volta opererà. In questo caso ogni avanzamento corrisponderà alla corsa utile dei martinetti della relativa stazione di spinta.
La seconda applicazione consiste, in caso di fermo forzato della perforazione le stazioni di spinta intermedie, possono essere utilizzate per mantenere in movimento la colonna di varo, spingendola tratto per tratto e alternativamente nei due sensi (avanti e/o indietro) e, nel contempo mantenendo lubrificata la superficie esterna dei conci a contatto con la parete di scavo.

## Realizzazione
L’interjack station (o stazione di spinta intermedia) è realizzata direttamente sui conci di rivestimento del tunnel. Infatti è costituita dalle seguenti tre parti principali:
- un concio speciale di rivestimento in c.a. femmina;
- una corona di martinetti idraulici di dimensioni adeguate;
- un concio speciale di rivestimento in c.a. maschio;

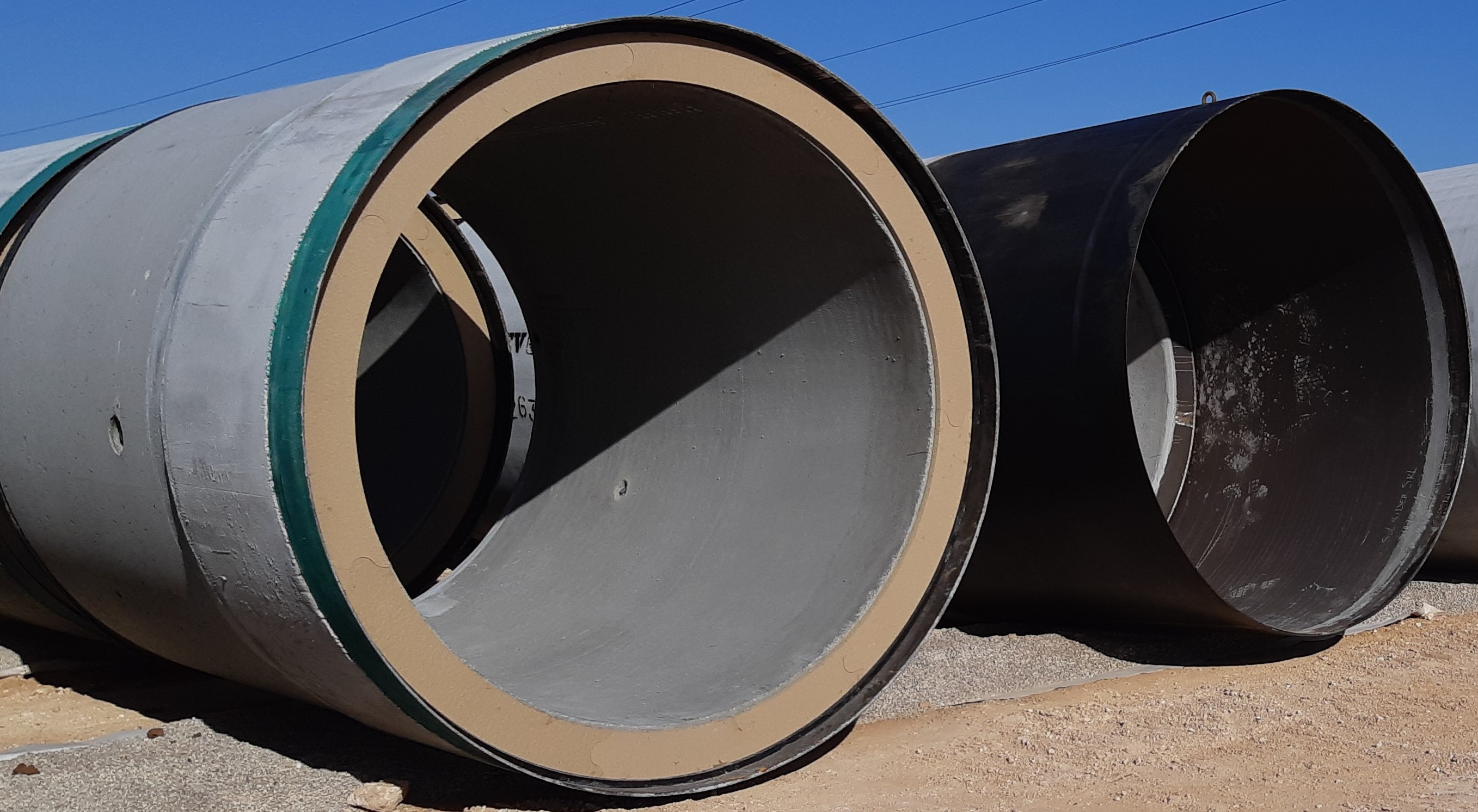
Interjack stations: conci speciali di rivestimento a sinistra maschio e a destra femmina

- Interjack stations: conci speciali di rivestimento a sinistra maschio e a destra femminai telai di guida e appoggio dei martinetti idraulici e le tubazioni per il circuito ad olio.

Il concio speciale femmina è realizzato parte in c.a. e parte con una lamiera in acciaio tubolare (per un concio di 3 metri, circa 60-80 cm sono realizzati in c.a., mentre la restante parte è realizzata con la lamiera calandrata). La parte tubolare in lamiera è realizzata esattamente come i giunti a bicchiere normalmente utilizzati per accoppiare i conci. In pratica è un giunto a bicchiere molto più lungo del normale.

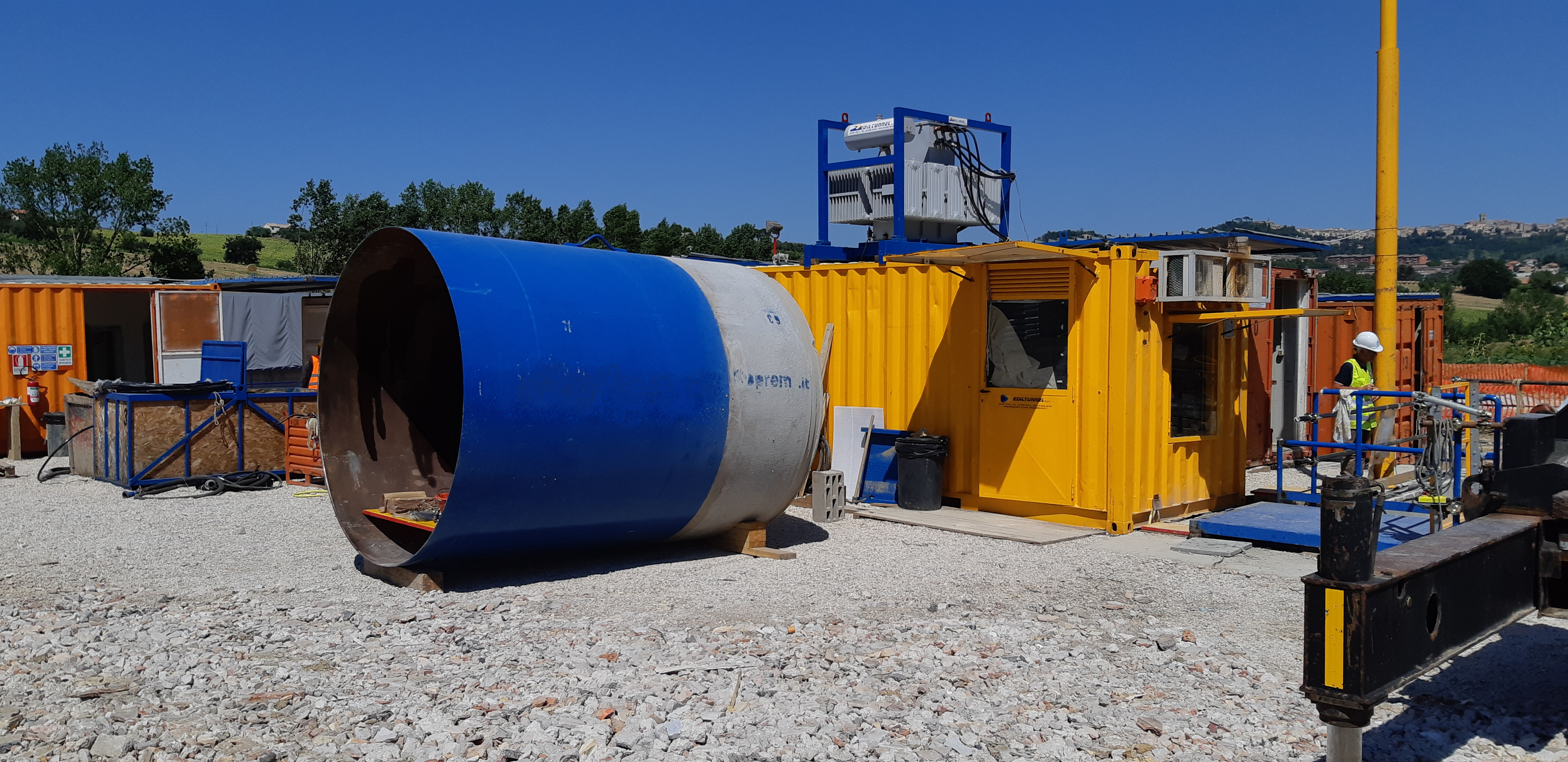
Interjack station: concio speciale di rivestimento (femmina) per stazione di spinta intermedia telescopica

Parimenti il concio maschio, realizzato interamente in c.a., è fresato/tornito all’esterno in modo che possa infilarsi all’interno del tratto di tubo femmina realizzato in lamiera (la parte fresata/tornita è della stessa lunghezza della parte in lamiera del concio femmina). I due conci sono dimensionati in modo che il concio fresato/tornito si infili completamente nel concio in lamiera fino a garantire la continuità del rivestimento interno del tunnel. I due conci sono di fatto un elemento telescopico. 
La corona di martinetti idraulici e il suo telaio ripartitore della spinta vengono quindi installati nel concio femmina (nel lungo giunto a bicchiere in lamiera) e, a seguire viene posizionato il concio maschio infilandolo nel citato giunto a bicchiere fino contro i martinetti. La stazione di spinta intermedia è pronta e può essere installata in continuità con il rivestimento del tunnel. Una in opera vengono collegati alla cabina di comando del microtunnel i circuiti, rendendo operativa la stazione stessa.
Per una regolare spinta dei microtunnel da realizzare, è ormai prassi consolidata di prevedere sempre alcune stazioni di spinta intermedie in funzione della lunghezza del tunnel e delle caratteristiche dei materiali da perforare. Di norma si prevede una stazione di spinta intermedia ogni 80-140 m circa di tunnel, mentre la prima delle stazioni di spinta intermedie viene posizionata vicina alla TBM scudata (non oltre i 30 metri dalla coda della TBM scudata).
L’operatore quindi, in fase di spinta disporrà, oltre che della stazione di spinta principale (esterna), delle stazioni di spinta intermedie che utilizzerà per spingere, in appoggio alla stazione principale, ogni volta che riterrà necessario.
Completata la spinta del microtunnelling, le stazioni di spinta intermedie vengono richiuse, previa rimozione dei martinetti idraulici e di tutte le attrezzature recuperabili. La colonna di rivestimento viene quindi spinta fino a quando il concio maschio (tornito/fresato) va in battuta all’interno del lungo giunto a bicchiere costituito dal concio femmina.